# ニュースevery日本海
『ニュースevery日本海』（ニュースエブリィ にほんかい）は、日本海テレビ（NKT）で2010年3月29日から2024年6月28日まで平日夕方に山陰ローカルで放送されていた報道番組。

## 概要
前番組『Newsリアルタイム日本海』に代わる「ニュース日本海」シリーズの第4弾で、2010年3月29日に放送を開始した。スタジオ映像を中心としてハイビジョン放送がされている。
2011年10月からは放送時間が3分繰り下がり、17:53開始（後述のとおり、実質は17:52分30秒から）となった。
2012年4月からは、『news every.』のキャスターである藤井貴彦と、本番組のキャスターである高井和代が日本テレビのスタジオで「山陰の夕方は、news every.」と言う5秒CMが流れている。
2012年7月2日からは、メインキャスターに同年3月に同社に入社した福谷貞夫が就任。それまでの1年間（2011.7 - 2012.6）メインキャスターを務めていた高井は月曜 - 水曜のサブキャスターに変わった。ちなみに福谷と高井は、かつて日本テレビ系『ズームイン!!SUPER』でともにキャスターを担当した間柄である（福谷は山口放送担当、高井は日本海テレビ担当）。
2014年4月4日からは金曜に限り、『news every.・第2部』（当時の金曜のパート名は第1部）の番販ネット開始しており、同年7月4日からはこれまでの『エブリワン・第2部』内包扱いから、本番組内包に変更し、16:50開始に繰り上げられた。
2015年3月30日からは、全曜日で16:50開始に変更し、月 - 木曜日にも『news every.・第2部』の番販ネットを開始した。
2020年10月1日からは、日本テレビと同様に19時台の後続番組への接続がステブレレスとなった。
2021年4月2日から2022年3月25日までおよび2022年7月8日から2022年9月30日までの金曜と、2022年3月29日から2022年7月1日までの火曜 - 金曜は、日本海テレビ報道記者・気象予報士（当時）の福山佳那が天気予報を担当していた。
2022年1月11日からは、放送時間が15:50開始に繰り上げられ、『news every.・第1部』の番販ネットを開始した。
2022年7月4日からは、月曜 - 水曜のサブキャスターに同年4月に同社に入社した中山紗希が就任。それまでの10年間（2012.7 - 2022.7）月曜 - 金曜のメインキャスターを務めていた福谷は月曜 - 水曜のメインキャスター、それまでサブキャスターを務めていた小林沙貴は木曜・金曜のサブキャスター、それまでフィールドキャスターを務めていた神岡遼は木曜・金曜のメインキャスターに変わった。
2023年4月3日からは、天気予報にオフィス気象キャスター所属で気象予報士の町田朱理が就任。コーナーのタイトルも「町田朱理の明日がもっと明るくなる天気情報」に変更された。
2023年4月7日をもって、祝日編成の場合を除き『news every.・第1部』の番販ネットを終了した。
2023年4月10日からは、『おびわんっ!』（16:20 - 16:50）開始に伴い、放送時間が再び16:50開始（『おびわんっ!』とステブレレスで接続）に繰り下げられた（15:50 - 16:20は「おびバラ」枠として曜日ごとに番組を編成）。ただし、祝日編成の場合は『おびわんっ!』が休止となるため、臨時に放送時間が15:50開始に繰り上げられ、『news every.・第1部』の番販ネットを行う（この場合、「おびバラ」枠については、月曜 - 木曜は休止となり、金曜（『ガンバレルーヤの週末移住バラエティ 冠ルーヤ』（再放送））は放送日時が変更となる。）。
2024年3月25日からは、『news every.』のリニューアルにあわせて、『news every.』準拠のテロップ、アニメーションもリニューアルされた。ただし、この時点ではオープニングCG、番組テーマ曲はリニューアル前のものをそのまま使用していた。
2024年3月29日をもって『おびわんっ!』が終了したため、2024年4月1日からは約1年ぶりに当番組の平日版第1部のネットを再開した。オープニングCG、番組テーマ曲もリニューアル後の『news every.』準拠のものにリニューアルされた。なお、第1部の「くわしくッ･天気」「ワンポイント天気」および第2部の「木原さんのお天気」は全て差し替えなしでそのまま放送される。

### 番組の終焉
2024年6月28日の放送をもって終了。これにより、『ワイドニュース日本海』から約44年続いた「ニュース日本海」シリーズも幕を閉じることになった。2024年7月1日からは『One』（15:48.30 - 19:00）へリニューアルし、当番組の放送終了時点で出演していたキャスターは引き続き『One』も続投する。
これに伴い、『news every.・第1部』の任意ネット枠は16:20頃までの部分ネット（「4時コレ」までネット。ただし「くわしくッ･天気」は山陰地方のニュース・天気に、「ワンポイント天気」は「町田朱理のあしたがもっと明るくなる気象情報・16時台」にそれぞれ差し替え）となる。『news every.・第2部』の任意ネット枠（中盤の「木原さんのお天気」も差し替えなしで放送）については従来通りネットを継続する。

### 土曜版
土曜版の正式名称と地デジEPGの番組名は『news every.サタデー』で、2010年4月3日放送開始。
当初は17:30開始で、17:50までは『news every.サタデー』のNNN枠、以降はローカルパートの『ニュースevery日本海』として放送されていた。
2013年4月6日から読売テレビ制作のアニメ枠が日曜朝7時台前半から当枠に移行することになったため、17:00開始に繰り上げられ、同時にローカルパートを『news every.サタデー』内包扱いに変更した。
2024年3月30日からは、『news every.サタデー』のリニューアルにあわせて、日本海テレビ独自のエンドタイトルが『news every.サタデー』準拠のものにリニューアルされた。

## 放送時間
- 月曜 - 金曜
  - 15:50 - 19:00 （2024年4月1日 - 2024年6月28日、『news every.・第1部・第2部』の全編および『news every.・第3部』のNNN枠を内包）[注 4]
    - 第1部の「くわしくッ･天気」（関東地方および静岡県の天気）と「ワンポイント天気」（関東地方および全国（札幌、釧路、青森、仙台、東京、新潟、長野、金沢、名古屋、大阪、鳥取、広島、高知、福岡、鹿児島、那覇）の天気）および第2部の「木原さんのお天気」（関東地方の天気。場合によっては全国の天気もある）は全て差し替えなしでそのまま放送される[注 5]。
- 土曜（『news every.サタデー』）
  - 17:00 - 17:30 （2013年4月6日 - 、『news every.サタデー』のNNN枠を内包）
    - 2013年4月6日からは、ローカルパートを『news every.サタデー』内包扱いに変更した。
    - 「杉江さん 教えて天気!」は前半（関東地方、山梨県、静岡県の天気）、後半（全国の天気）ともに放送せず、山陰地方および東京、大阪、豊岡、岡山、広島、山口の天気に差し替え[注 6]。

### 過去の放送時間
- 月曜 - 金曜
  - 16:50 - 19:00 （2015年3月30日 - 2022年1月10日[注 2]、『news every.・第2部』の全編（「木原さんのお天気」は山陰地方のニュース、山陰地方および東京、大阪、豊岡、岡山、広島、山口の天気に差し替え（ただし、祝日編成の場合は差し替えなし））および『news every.・第3部』のNNN枠を内包）
  - 15:50 - 19:00（2022年1月11日[注 2] - 2023年4月7日、『news every.・第1部・第2部』の全編（第1部の「くわしくッ･天気」および第2部の「木原さんのお天気」については、時期によって差し替えの有無が異なっていた。第1部の「ワンポイント天気」（関東地方および全国の天気）は差し替えなしで放送される）および『news every.・第3部』のNNN枠を内包）
    - 2022年1月11日から2022年3月25日までは、第1部の「くわしくッ･天気」と「ワンポイント天気」（関東地方および全国の天気）は差し替えなしでそのまま放送され、第2部の「木原さんのお天気」は山陰地方のニュース、山陰地方および東京、大阪、豊岡、岡山、広島、山口の天気および18時台ローカルパートの予告に差し替えていた（ただし、祝日編成の場合は差し替えなし）。
    - 2022年3月28日から2022年7月1日までと2022年10月3日からは、第1部の「くわしくッ･天気」は山陰地方の天気および18時台ローカルパートの予告に差し替え（ただし、祝日編成の場合は差し替えなし）、第1部の「ワンポイント天気」（関東地方および全国の天気）と第2部の「木原さんのお天気」は差し替えなしでそのまま放送されていた。
    - 2022年7月4日から2022年9月30日までは、第1部の「くわしくッ･天気」は、月曜 - 木曜は山陰地方のニュース、山陰地方および東京、大阪、豊岡、岡山、広島、山口の天気および18時台ローカルパートの予告、金曜は山陰地方の天気および18時台ローカルパートの予告にそれぞれ差し替え（ただし、祝日編成の場合は差し替えなし）、第1部の「ワンポイント天気」（関東地方および全国の天気）と第2部の「木原さんのお天気」は差し替えなしでそのまま放送されていた。

  - 16:50 - 19:00（祝日は15:50 - 19:00） （2023年4月10日 - 2024年3月29日、『news every.・第2部』の全編および『news every.・第3部』のNNN枠を内包）
    - 『おびわんっ!』内で16:39頃（火曜のみ16:35頃）にニュースコーナー（山陰地方のニュース）[注 7]、16:44頃に「ワンポイント気象情報」（山陰地方および東京、大阪、豊岡、岡山、広島、山口の天気）、16:48頃にきょうの『ニュースevery日本海』（『ニュースevery日本海』18時台ローカルパートの予告）が放送されるため、第2部の「木原さんのお天気」（関東地方の天気。場合によっては全国の天気もある）は差し替えなしでそのまま放送されていた。
    - ただし、祝日編成の場合は『おびわんっ!』が休止となるため、15:50 - 19:00に変更し、臨時に『news every.・第1部』の全編も内包[注 4]。第1部の「くわしくッ･天気」（関東地方および静岡県の天気）と「ワンポイント天気」（関東地方および全国の天気）も差し替えなしでそのまま放送されていた[注 8]。
- 月 - 木曜日
  - 17:50 - 19:00 （2010年3月29日 - 2011年9月29日、『news every.・第2部』のNNN枠を内包）
  - 17:53 - 19:00 （2011年10月3日 - 2015年3月26日、2013年12月26日までは『news every.・第2部』のNNN枠を内包。2014年1月6日以降は『news every.・第3部』のNNN枠を内包）
- 金曜日
  - 17:50 - 19:00 （2010年4月2日 - 2011年9月30日、『news every.・第2部』のNNN枠を内包）
  - 17:53 - 19:00 （2011年10月7日 - 2014年6月27日、『news every.・第2部』のNNN枠を内包）
  - 16:50 - 19:00 （2014年7月4日 - 2015年3月27日、『news every.・第1部』の全編（「木原さんのお天気」は山陰地方のニュース、山陰地方および東京、大阪、豊岡、岡山、広島、山口の天気に差し替え（ただし、祝日編成の場合は差し替えなし））および『news every.・第2部』のNNN枠を内包。2016年4月1日以降は『news every.・第2部』の全編（「木原さんのお天気」は山陰地方のニュース、山陰地方および東京、大阪、豊岡、岡山、広島、山口の天気に差し替え（ただし、祝日編成の場合は差し替えなし））および『news every.・第3部』のNNN枠を内包）
- 土曜日
  - 17:50 - 18:00 （2010年4月3日 - 2013年3月30日、前時間帯の『news every.サタデー』のNNN枠（17:30 - 17:50）を飛び降り後に『ニュースevery日本海』として放送されていた。）

すべて日本時間で記す。NNN枠以外は日本海テレビ（山陰地方）における放送時間。NNN枠は平日が22分間、土曜が19分間。
| 期間      | 期間      | 平日                                                                  | 平日                                                                  | 平日                   | 土                     |
| 期間      | 期間      | 月 - 木                                                               | 金                                                                    | NNN枠                  | 土                     |
| --------- | --------- | --------------------------------------------------------------------- | --------------------------------------------------------------------- | ---------------------- | ---------------------- |
| 2010.3.29 | 2011.10.1 | 17:50 - 19:00 （70分）                                                | 17:50 - 19:00 （70分）                                                | 17:50 - 18:16 （26分） | 17:30 - 18:00 （30分） |
| 2011.10.3 | 2013.3.30 | 17:53 - 19:00 （67分）                                                | 17:53 - 19:00 （67分）                                                | 17:53 - 18:15 （22分） | 17:30 - 18:00 （30分） |
| 2013.4.1  | 2014.3.28 | 17:53 - 19:00 （67分）                                                | 17:53 - 19:00 （67分）                                                | 17:53 - 18:15 （22分） | 17:00 - 17:30 （30分） |
| 2014.3.30 | 2015.3.28 | 17:53 - 19:00 （67分）                                                | 16:50 - 19:00 （130分）                                               | 17:53 - 18:15 （22分） | 17:00 - 17:30 （30分） |
| 2015.3.30 | 2022.1.8  | 16:50 - 19:00 （130分）                                               | 16:50 - 19:00 （130分）                                               | 17:53 - 18:15 （22分） | 17:00 - 17:30 （30分） |
| 2022.1.10 | 2023.4.8  | 15:50 - 19:00 （190分）                                               | 15:50 - 19:00 （190分）                                               | 17:53 - 18:15 （22分） | 17:00 - 17:30 （30分） |
| 2023.4.10 | 2024.3.30 | 【祝日以外】 16:50 - 19:00 （130分） 【祝日】 15:50 - 19:00 （190分） | 【祝日以外】 16:50 - 19:00 （130分） 【祝日】 15:50 - 19:00 （190分） | 17:53 - 18:15 （22分） | 17:00 - 17:30 （30分） |
| 2024.4.1  | 2024.6.28 | 15:50 - 19:00 （190分）                                               | 15:50 - 19:00 （190分）                                               | 17:53 - 18:15 （22分） | 17:00 - 17:30 （30分） |

- 2013年3月30日までは土曜に限り、NNN枠が『news every.サタデー』、ローカルニュース・天気予報が『ニュースevery日本海』となっていたが、同年4月6日からはローカルニュース・天気予報も『news every.サタデー』内包扱いに変更し、17:00開始に繰り上げられた。
- 2014年4月4日からは金曜に限り、『news every.・第2部』（当時の金曜のパート名は第1部）の番販ネット開始しており、同年7月4日からはこれまでの『エブリワン・第2部』内包扱いから、本番組内包に変更し、16:50開始に繰り上げられた。
- 2017年4月3日より第1部が3分短縮、第2部が3分前拡大となった（第3部は従前通り）。
- 2024年4月1日より第1部が5分短縮、第2部が5分前拡大となった（第3部は従前通り）。

### 平日版のネット状況
- 2024年4月現在。
- 第1部（15:50 - 16:45）[注 9]・第2部（16:45 - 17:53）[注 10]・第3部（17:53 - 19:00）[注 11]の3部構成で放送（第3部の17:53 - 18:15[注 12]はNNN系列28局ネット）。
- 第3部のNNN枠（17:53 - 18:15）[注 12]を除き、全編ローカルセールス枠のため、日本テレビ以外のネット局では祝日などを中心に以下の通り臨時にネット状況を変更する場合がある。
  - 制作局を除く各局では日により自社制作の休止などで、通常時第1部・第2部が×の局、第3部が△の局でも臨時に第1部と第2部はどちらかまたは両方を◎・○・△、第3部は◎・○・▲のいずれかに変更する場合がある。また、その逆として第1部もしくは第2部を臨時に△または×に変更する場合がある[注 13]。
  - 第1部・第2部が△の局や、第3部が▲の局、または第3部を臨時に18:15[注 14]以降のコーナーを途中までネット受けする局では、16:45[注 15]の飛び乗り・飛び降りポイントや17:53[注 16]の飛び乗りポイント、18:15の飛び降りポイント以外に明確な枠区切りが無いため、唐突に日本テレビ発の映像からローカル放送へ切り替わったり、逆に緊急時等はローカル放送から唐突に日本テレビ送出の映像に切り替わる場合もある。
- 番組タイトルは、各局公式HPの週間番組表および各番組のHPを参考にしている。
- 放送時間について
  - ◎…日本テレビ発をフルネット
  - ○…第1部・第2部において、編成上はフルネットだが、第1部の「くわしくッ・天気」、第2部の「木原さんのお天気」を自社発の内容に差し替え
  - △…第1部・第2部の一部時間帯と、第3部の全国ネット枠（17:53 - 18:15）[注 12]をそれぞれネット
  - ▲…第3部の全国ネット枠（17:53 - 18:15）[注 12]に加えて、関東ローカル枠内の一部コーナーもネット（エンディングをネットする局も含む）
  - ×…非ネット
  - －…放送なし

| 期間      | 期間      | 番組タイトル                      | 放送時間                                                | 放送時間                        | 備考                                                             |
| 期間      | 期間      | 番組タイトル                      | 月曜 - 木曜 第1部 16:53 - 17:50金曜 第1部 17:00 - 17:50 | 第2部 月曜 - 金曜 17:50 - 19:00 | 備考                                                             |
| --------- | --------- | --------------------------------- | ------------------------------------------------------- | ------------------------------- | ---------------------------------------------------------------- |
| 2010.3.29 | 2011.9.30 | 17:50 - 19:00 ニュースevery日本海 | ×                                                       | ▲                               | - 「きょうコレ」をネットしているが、日によっては第3部は△になる。 |

| 期間      | 期間      | 番組タイトル                      | 放送時間                                                | 放送時間                        | 備考                                                             |
| 期間      | 期間      | 番組タイトル                      | 月曜 - 木曜 第1部 16:53 - 17:53金曜 第1部 17:00 - 17:53 | 第2部 月曜 - 金曜 17:53 - 19:00 | 備考                                                             |
| --------- | --------- | --------------------------------- | ------------------------------------------------------- | ------------------------------- | ---------------------------------------------------------------- |
| 2011.10.3 | 2013.3.29 | 17:53 - 19:00 ニュースevery日本海 | ×                                                       | ▲                               | - 「きょうコレ」をネットしているが、日によっては第3部は△になる。 |

| 期間     | 期間       | 番組タイトル | 放送時間                                                | 放送時間                        | 備考                                                             |
| 期間     | 期間       | 番組タイトル | 月曜 - 木曜 第1部 16:53 - 17:53金曜 第1部 16:50 - 17:53 | 第2部 月曜 - 金曜 17:53 - 19:00 | 備考                                                             |
| -------- | ---------- | --- | ------------------------------------------------------- | ------------------------------- | ---------------------------------------------------------------- |
| 2013.4.1 | 2013.12.27 | 【月曜 - 木曜】 17:53 - 19:00 ニュースevery日本海 【金曜】 16:50 - 17:53 エブリワン 17:53 - 19:00 ニュースevery日本海 | ×                                                       | ▲                               | - 「きょうコレ」をネットしているが、日によっては第3部は△になる。 |

| 期間      | 期間      | 番組タイトル | 放送時間                        | 放送時間                                                | 放送時間                                                | 備考 |
| 期間      | 期間      | 番組タイトル | 月曜 - 木曜 第1部 15:50 - 16:53 | 月曜 - 木曜 第2部 16:53 - 17:53金曜 第1部 16:50 - 17:53 | 月曜 - 木曜 第3部 17:53 - 19:00金曜 第2部 17:53 - 19:00 | 備考 |
| --------- | --------- | --- | ------------------------------- | ------------------------------------------------------- | ------------------------------------------------------- | --- |
| 2014.1.6  | 2014.3.27 | 【月曜 - 木曜】 17:53 - 19:00 ニュースevery日本海 【金曜】 16:50 - 17:53 エブリワン 17:53 - 19:00 ニュースevery日本海 | 月曜 - 木曜…×金曜…－            | ×                                                       | ▲                                                       | - 「きょうコレ」をネットしているが、日によっては第3部は△になる。 |
| 2014.3.30 | 2014.6.27 | 【月曜 - 木曜】 17:53 - 19:00 ニュースevery日本海 【金曜】 15:50 - 17:53 エブリワン 17:53 - 19:00 ニュースevery日本海 | 月曜 - 木曜…×金曜…－            | 月曜 - 木曜…×祝日以外の金曜…○祝日の金曜…◎               | ▲                                                       | - 祝日編成の場合は自社制作の縮小に伴い、金曜第1部を臨時に◎に変更。 - 金曜第1部の「木原さんのお天気」は鳥取・島根のニュース・天気に差し替え（ただし祝日編成の場合は差し替えなし）。 - 「きょうコレ」をネットしているが、日によっては第3部は△になる。                                     |
| 2014.6.30 | 2015.3.27 | 【月曜 - 木曜】 17:53 - 19:00 ニュースevery日本海 【金曜】 15:50 - 16:50 エブリワン 16:50 - 19:00 ニュースevery日本海 | 月曜 - 木曜…×金曜…－            | 月曜 - 木曜…×祝日以外の金曜…○祝日の金曜…◎               | ▲                                                       | - 祝日編成の場合は自社制作の縮小に伴い、金曜第1部を臨時に◎に変更。 - 金曜第1部の「木原さんのお天気」は鳥取・島根のニュース・天気に差し替え（ただし祝日編成の場合は差し替えなし）。 - 「きょうコレ」をネットしているが、日によっては第3部は△になる。                                     |
| 2015.3.30 | 2016.3.25 | 16:50 - 19:00 ニュースevery日本海                                                                                     | 月曜 - 木曜…×金曜…－            | 祝日以外…○祝日…◎                                        | ▲                                                       | - 祝日編成の場合は自社制作の縮小に伴い、月曜 - 木曜第2部・金曜第1部を臨時に◎に変更。 - 月曜 - 木曜第2部・金曜第1部の「木原さんのお天気」は鳥取・島根のニュース・天気に差し替え（ただし祝日編成の場合は差し替えなし）。 - 「きょうコレ」をネットしているが、日によっては第3部は△になる。 |

| 期間       | 期間       | 番組タイトル                      | 放送時間                        | 放送時間                        | 放送時間                        | 備考 |
| 期間       | 期間       | 番組タイトル                      | 第1部 月曜 - 金曜 15:50 - 16:53 | 第2部 月曜 - 金曜 16:53 - 17:53 | 第3部 月曜 - 金曜 17:53 - 19:00 | 備考 |
| ---------- | ---------- | --------------------------------- | ------------------------------- | ------------------------------- | ------------------------------- | --- |
| 2016.3.28  | 2016.11.25 | 16:50 - 19:00 ニュースevery日本海 | ×                               | 祝日以外…○祝日…◎                | ▲                               | - 祝日編成の場合は自社制作の縮小に伴い、第2部を臨時に◎に変更。 - 第2部の「木原さんのお天気」は鳥取・島根のニュース・天気に差し替え（ただし祝日編成の場合は差し替えなし）。 - 「きょうコレ」をネットしているが、日によっては第3部は△になる。 |
| 2016.11.28 | 2017.3.31  | 16:50 - 19:00 ニュースevery日本海 | ×                               | 祝日以外…○祝日…◎                | ▲                               | - 祝日編成の場合は自社制作の縮小に伴い、第2部を臨時に◎に変更。 - 第2部の「木原さんのお天気」は鳥取・島根のニュース・天気に差し替え（ただし祝日編成の場合は差し替えなし）。 - 「きょうコレ」をネットしているが、日によっては第3部は△になる。 |

| 期間      | 期間      | 番組タイトル | 放送時間                        | 放送時間                        | 放送時間                        | 備考 |
| 期間      | 期間      | 番組タイトル | 第1部 月曜 - 金曜 15:50 - 16:50 | 第2部 月曜 - 金曜 16:50 - 17:53 | 第3部 月曜 - 金曜 17:53 - 19:00 | 備考 |
| --------- | --------- | --- | ------------------------------- | ------------------------------- | ------------------------------- | --- |
| 2017.4.3  | 2017.5.5  | 16:50 - 19:00 ニュースevery日本海                                                                                         | ×                               | 祝日以外…○祝日…◎                | ▲                               | - 祝日編成の場合は自社制作の縮小に伴い、第2部を臨時に◎に変更。 - 第2部の「木原さんのお天気」は鳥取・島根のニュース・天気に差し替え（ただし祝日編成の場合は差し替えなし）。 - 「きょうコレ」をネットしているが、日によっては第3部は△になる。 |
| 2017.5.8  | 2021.3.26 | 【月曜 - 木曜】 16:50 - 19:00 ニュースevery日本海 【金曜】 15:50 - 16:50 金曜スパイス!! 16:50 - 19:00 ニュースevery日本海 | ×                               | 祝日以外…○祝日…◎                | ▲                               | - 祝日編成の場合は自社制作の縮小に伴い、第2部を臨時に◎に変更。 - 第2部の「木原さんのお天気」は鳥取・島根のニュース・天気に差し替え（ただし祝日編成の場合は差し替えなし）。 - 「きょうコレ」をネットしているが、日によっては第3部は△になる。 |
| 2021.3.29 | 2022.1.7  | 16:50 - 19:00 ニュースevery日本海                                                                                         | ×                               | 祝日以外…○祝日…◎                | △                               | - 祝日編成の場合は自社制作の縮小に伴い、第2部を臨時に◎に変更。 - 第2部の「木原さんのお天気」は鳥取・島根のニュース・天気に差し替え（ただし祝日編成の場合は差し替えなし）。 - 「気になるミダシ」を18:53頃から再放送しているが、日によっては再放送しない場合がある。 - 2021年12月24日は第2部×に変更。 |
| 2022.1.10 | 2022.3.25 | 15:50 - 19:00 ニュースevery日本海                                                                                         | ◎                               | 祝日以外…○祝日…◎                | △                               | - 祝日編成の場合は自社制作の縮小に伴い、第2部を臨時に◎に変更。 - 第2部の「木原さんのお天気」は鳥取・島根のニュース・天気に差し替え（ただし祝日編成の場合は差し替えなし）。 - 「気になるミダシ」を18:53頃から再放送しているが、日によっては再放送しない場合がある。 - 2022年1月10日は第100回全国高等学校サッカー選手権大会決勝戦開催日（日本テレビを中心とした民間放送43社共同制作であるため、地元校敗退時でも準決勝・決勝は基本的に全局同時生放送（日テレ系列外局の一部は遅れネット）となる）にあたるため、延長の有無にかかわらず第1部自体を休止。                                                                                              |
| 2022.3.28 | 2022.9.9  | 15:50 - 19:00 ニュースevery日本海                                                                                         | 祝日以外…○祝日…◎                | ◎                               | △                               | - 祝日編成の場合は自社制作の縮小に伴い、第1部を臨時に◎に変更。 - 第1部の「くわしくッ･天気」は鳥取・島根のニュース・天気に差し替え（ただし祝日編成の場合は差し替えなし）。 - 「気になるミダシ」を18:53頃から再放送しているが、日によっては再放送しない場合がある。 - 2022年7月29日は第1部を×に変更。 - 2022年9月7日・9月9日は第3部を▲に変更（「きょうコレ」を18:53頃から撮って出しでコーナー途中まで時差ネット）。 |
| 2022.9.12 | 2023.4.7  | 15:50 - 19:00 ニュースevery日本海                                                                                         | 祝日以外…○祝日…◎                | ◎                               | ▲                               | - 祝日編成の場合は自社制作の縮小に伴い、第1部を臨時に◎に変更。 - 第1部の「くわしくッ･天気」は鳥取・島根のニュース・天気に差し替え（ただし祝日編成の場合は差し替えなし）。 - 「きょうコレ」を18:53頃から撮って出しでコーナー途中まで時差ネットしているが、日によっては第3部は△になる。 - 2022年12月27日・2023年1月4日は第1部を×に変更。 |
| 2023.4.10 | 2024.3.22 | 【祝日以外】 16:20 - 16:50 おびわんっ! 16:50 - 19:00 ニュースevery日本海 【祝日】 15:50 - 19:00 ニュースevery日本海       | 祝日以外…×祝日…◎                | ◎                               | ▲                               | - 祝日編成の場合は自社制作の縮小に伴い『おびわんっ!』が休止となるため、第1部を臨時に◎に変更。ただし編成の都合により祝日編成であっても第1部を×に変更する場合がある。 - 「きょうコレ」を18:53頃から撮って出しでコーナー途中まで時差ネットしているが、日によっては第3部は△になる。 - 2023年8月14日・8月17日・12月27日は祝日編成ではあるが第1部を×に変更。 - 2023年8月15日は祝日編成ではあるが第1部を○、第2部を△に変更。 - 2023年11月10日・11月24日は祝日編成ではなく『おびわんっ!』が休止となるが、編成の都合により第1部は×のまま変更なし。 - 2023年11月20日 - 11月22日は祝日編成ではないが『おびわんっ!』が休止となるため、第1部を臨時に◎に変更。 |
| 2024.3.25 | 2024.3.29 | 【祝日以外】 16:20 - 16:50 おびわんっ! 16:50 - 19:00 ニュースevery日本海 【祝日】 15:50 - 19:00 ニュースevery日本海       | 祝日以外…×祝日…◎                | ◎                               | ▲                               | - 祝日編成の場合は自社制作の縮小に伴い『おびわんっ!』が休止となるため、第1部を臨時に◎に変更。ただし編成の都合により祝日編成であっても第1部を×に変更する場合がある。 - 「きょうコレ」を18:53頃から撮って出しでコーナー途中まで時差ネットしているが、日によっては第3部は△になる。 - 2023年8月14日・8月17日・12月27日は祝日編成ではあるが第1部を×に変更。 - 2023年8月15日は祝日編成ではあるが第1部を○、第2部を△に変更。 - 2023年11月10日・11月24日は祝日編成ではなく『おびわんっ!』が休止となるが、編成の都合により第1部は×のまま変更なし。 - 2023年11月20日 - 11月22日は祝日編成ではないが『おびわんっ!』が休止となるため、第1部を臨時に◎に変更。 |

| 期間     | 期間      | 番組タイトル                      | 放送時間                        | 放送時間                        | 放送時間                        | 備考 |
| 期間     | 期間      | 番組タイトル                      | 第1部 月曜 - 金曜 15:50 - 16:45 | 第2部 月曜 - 金曜 16:45 - 17:53 | 第3部 月曜 - 金曜 17:53 - 19:00 | 備考 |
| -------- | --------- | --------------------------------- | ------------------------------- | ------------------------------- | ------------------------------- | --- |
| 2024.4.1 | 2024.6.28 | 15:50 - 19:00 ニュースevery日本海 | ◎                               | ◎                               | ▲                               | - 「きょうコレ」を18:53頃から撮って出しでコーナー途中まで時差ネットしているが、日によっては第3部は△になる。 |

### 土曜版のネット状況
- 放送時間について
  - ○…日本テレビ発をフルネット
  - △…全国枠のみ（17:00 - 17:18.20）[注 17]の放送
  - ▲…17:18.20[注 18]飛び降り後にローカルニュースを放送した後、再び全国の天気「杉江さん 教えて天気!」から飛び乗り
- 17:18.20 - 17:30[注 19]はローカルセールス枠のため日本テレビ以外の各局ではその日の都合で臨時に○になったり、17:20[注 20]になってからも東京発のニュースを1・2個程度伝えてから飛び降りる場合がある。

| 期間     | 期間      | 番組タイトル                                                        | 放送時間      | 備考                                                         |
| 期間     | 期間      | 番組タイトル                                                        | 17:30 - 18:00 | 備考                                                         |
| -------- | --------- | ------------------------------------------------------------------- | ------------- | ------------------------------------------------------------ |
| 2010.4.3 | 2013.3.30 | 17:30 - 17:50 news every.サタデー 17:50 - 18:00 ニュースevery日本海 | △             | - 祝日編成の場合でも「杉江さん 教えて天気!」はネットしない。 |

| 期間      | 期間       | 番組タイトル                      | 放送時間      | 備考                                                         |
| 期間      | 期間       | 番組タイトル                      | 17:00 - 17:30 | 備考                                                         |
| --------- | ---------- | --------------------------------- | ------------- | ------------------------------------------------------------ |
| 2013.4.6  | 2016.11.26 | 17:00 - 17:30 news every.サタデー | △             | - 祝日編成の場合でも「杉江さん 教えて天気!」はネットしない。 |
| 2016.12.3 | 2024.3.23  | 17:00 - 17:30 news every.サタデー | △             | - 祝日編成の場合でも「杉江さん 教えて天気!」はネットしない。 |
| 2024.3.30 | 2024.6.29  | 17:00 - 17:30 news every.サタデー | △             | - 祝日編成の場合でも「杉江さん 教えて天気!」はネットしない。 |

## キャスター
特記のない人物は、出演時点で日本海テレビアナウンサー。

### 平日

#### 2023年4月3日から
- メインキャスター
  - 福谷貞夫（月 - 水曜）：2012年7月2日から2022年7月1日までは全曜日担当。2023年4月10日から2024年3月29日までは『おびわんっ!』（月曜・火曜）アシスタントを兼務していた。
  - 神岡遼（木・金曜）：2021年3月29日から2022年7月1日まではフィールドキャスター担当。
- サブキャスター
  - 中山紗希（月 - 水曜）：木曜・金曜のフィールドキャスターを兼務。2022年5月から2022年7月1日まではフィールドキャスター担当。
  - 小林沙貴（木・金曜）：月曜 - 水曜のフィールドキャスター、全曜日の「読み解く」を兼務。2021年3月29日から2022年7月1日までは全曜日担当。
- フィールドキャスター
  - 三浦康暉：2023年4月10日から2024年3月29日までは『おびわんっ!』（9月1日までは水曜 - 金曜、9月6日からは水曜）アシスタントを兼務していた。
  - 岩本泰平
  - 中尾真亜理[注 21]：2023年4月10日から2024年3月29日までは『おびわんっ!』（9月1日までは水曜 - 金曜、9月8日からは金曜）アシスタントを兼務していた。
  - 高井和代（日本海テレビ島根総局報道記者・元アナウンサー）：主に鳥取県西部・島根県東部の取材を担当。2011年7月4日から2012年6月29日までは全曜日メインキャスター、2012年7月2日から2014年3月26日までは月 - 水曜日サブキャスターを担当。
- 読み解く
  - 小林沙貴
  - 鳥取県立中央病院の医師（毎月1回）
- 現役警察官が解説（「読み解く」に準じたコーナーで現役警察官とともに解説）
  - 中山紗希
- 山陰ビジネスNavi
  - 岩本泰平
- 町田朱理の明日がもっと明るくなる天気情報（2024年3月25日から2名となった）
  - 町田朱理（オフィス気象キャスター所属。気象予報士・防災士）[注 21][注 22][12][13][14][15][16]：2023年4月10日から2024年3月29日までは『おびわんっ!』「ワンポイント気象情報」を兼務していた。
  - メインキャスターまたはサブキャスター
- 気象予報士が解説（「読み解く」に準じたコーナーで気象予報士とともに解説）
  - 中山紗希（月 - 水曜）
  - 小林沙貴（木・金曜）
  - 町田朱理（オフィス気象キャスター所属。気象予報士・防災士）
- 移住CAのはっけん! - WEBマガジンna-na（ナーナ）のCA移住日記で取材した中からオススメのスポットやグルメを紹介[17]。
  - 宇賀神真紀子（愛称：うがちゃん。ANA客室乗務員 兼 日本海テレビ広報（na-naライター））[注 21][18][19][20]：2023年4月10日から2024年3月29日までは『おびわんっ!』「中継 おじゃまします」を兼務していた。

祝日編成の場合はアナウンサー1名（シフト勤務で不定。）のみ出演（日によってはアナウンサーのほか、町田が出演する場合もある）。
- ただし、2023年11月23日は小林沙貴、中山紗希の2名が出演[21][22][23]。

#### 代役について
- 福谷：三浦康暉[24]、神岡遼、岩本泰平
- 小林：中尾真亜理[注 21][25][26][27][28][29][30][31][32][33]、中山紗希、岩本泰平
  - 2023年8月4日は祝日編成ではないが、代役は置かず、メインキャスター（神岡遼）が兼務。
  - 2023年9月29日はサブキャスターを中尾真亜理が、「読み解く」を岩本泰平が担当[34]。
  - 2023年11月10日・12月15日はサブキャスターを小林沙貴が、「読み解く」を中山紗希が担当[35]。
- 神岡：福谷貞夫
- 中山：中尾真亜理[注 21][36]、小林沙貴、神岡遼
- 町田：サブキャスター（小林沙貴、中山紗希）が兼務。
  - 町田が休暇を取り休演する場合は、代役は置かず、サブキャスターが兼務する。

### 過去
| 期間                                               | 期間      | メイン            | メイン            | サブ        | サブ       | 天気予報       | 天気予報       | 天気予報       | 移住CAのはっけん        |
| 期間                                               | 期間      | 月曜 - 水曜       | 木曜・金曜        | 月曜 - 水曜 | 木曜・金曜 | 月曜           | 火曜 - 木曜    | 金曜           | 移住CAのはっけん        |
| -------------------------------------------------- | --------- | ----------------- | ----------------- | ----------- | ---------- | -------------- | -------------- | -------------- | ----------------------- |
| 2010.3.29                                          | 2011.7.1  | 福浜隆宏          | 福浜隆宏          | 殿垣内薫    | 串山真理   | （サブが兼務） | （サブが兼務） | （サブが兼務） |                         |
| 2011.7.4                                           | 2012.6.29 | 福浜隆宏 高井和代 | 福浜隆宏 高井和代 | 殿垣内薫    | 串山真理   | （サブが兼務） | （サブが兼務） | （サブが兼務） |                         |
| 2012.7.2                                           | 2014.3.28 | 福谷貞夫          | 福谷貞夫          | 高井和代    | 定常菜都子 | （サブが兼務） | （サブが兼務） | （サブが兼務） |                         |
| 2014.3.31                                          | 2021.3.26 | 福谷貞夫          | 福谷貞夫          | 松岡史子    | 前田彩野   | （サブが兼務） | （サブが兼務） | （サブが兼務） |                         |
| 2021.3.29                                          | 2022.3.25 | 福谷貞夫          | 福谷貞夫          | 小林沙貴    | 小林沙貴   | （サブが兼務） | （サブが兼務） | 福山佳那       |                         |
| 2022.3.28                                          | 2022.7.1  | 福谷貞夫          | 福谷貞夫          | 小林沙貴    | 小林沙貴   | （サブが兼務） | 福山佳那       | 福山佳那       | 宇賀神真紀子 手島安里沙 |
| 2022.7.4                                           | 2022.9.30 | 福谷貞夫1         | 神岡遼            | 中山紗希    | 小林沙貴   | （サブが兼務） | （サブが兼務） | 福山佳那       | 宇賀神真紀子 手島安里沙 |
| 2022.10.3                                          | 2023.3.31 | 福谷貞夫1         | 神岡遼            | 中山紗希    | 小林沙貴   | （サブが兼務） | （サブが兼務） | （サブが兼務） | 宇賀神真紀子 手島安里沙 |
| 2023.4.3                                           | 2024.6.28 | 福谷貞夫1         | 神岡遼            | 中山紗希    | 小林沙貴   | 町田朱理1      | 町田朱理1      | 町田朱理1      | 宇賀神真紀子            |
| - 1 2023.4.10 - 2024.3.29は『おびわんっ!』を兼務。 |           |                   |                   |             |            |                |                |                |                         |

- 町田以外は出演当時日本海テレビ所属。
  - 松岡・福山・宇賀神・手島以外は出演当時アナウンサー。
  - 松岡は出演当時報道記者。
  - 福山は出演当時報道記者兼気象予報士・防災士。
  - 宇賀神・手島は出演当時ANA客室乗務員（CA）兼日本海テレビ広報（ウェブマガジン「na-na（ナーナ）」）担当。
- 町田はオフィス気象キャスター所属の気象予報士・防災士。

#### 代役について
- 小林：定常菜都子、左右田禎子[注 21]

### 土曜
- シフト勤務[注 23]

### 年末年始
| 2021年度（2021年末 - 2022年始）     | 2021年度（2021年末 - 2022年始） |
| 日付                                | キャスター                      |
| ----------------------------------- | ------------------------------- |
| 2021.12.28                          | 中尾真亜理                      |
| 2021.12.29                          | 左右田禎子                      |
| 2021.12.30                          | 左右田禎子                      |
| 2021.12.31                          | 岩本泰平1                       |
| 2022.1.1                            | （放送なし）                    |
| 2022.1.2                            | （放送なし）                    |
| 2022.1.3                            | 岩本泰平1                       |
| - 1 『ニュースevery日本海』を兼務。 |                                 |

| 2022年度（2022年末 - 2023年始） | 2022年度（2022年末 - 2023年始） |
| 日付 | キャスター                      |
| --- | ------------------------------- |
| 2022.12.27 | 福谷貞夫1                       |
| 2022.12.28 | 定常菜都子                      |
| 2022.12.29 | 小林沙貴1                       |
| 2022.12.30 | 小林沙貴1                       |
| 2022.12.31 | （放送なし）                    |
| 2023.1.1 | （放送なし）                    |
| 2023.1.2 | 左右田禎子                      |
| 2023.1.3 | 中山紗希1                       |
| - 2022.12.27 - 2022.12.29は通常の平日版であるが、日本海テレビでは年末年始扱い。 - 2022.12.27は『全国制覇へ 米子北サッカー部 集大成の冬』（第101回全国高等学校サッカー選手権大会の特別番組）を15:50 - 16:20に、『夢の途中!黄色の稲妻 立正大淞南サッカー部19回目の全国へ』（同）を16:20 - 16:50にそれぞれ放送のため第1部を休止。 - 1 『ニュースevery日本海』を兼務。 |                                 |

| 2023年度（2023年末 - 2024年始） | 2023年度（2023年末 - 2024年始）   | 2023年度（2023年末 - 2024年始） |
| 日付 | 番組タイトル                      | キャスター                      |
| --- | --------------------------------- | ------------------------------- |
| 2023.12.25 | 15:50 - 19:00 ニュースevery日本海 | 福谷貞夫1                       |
| 2023.12.26 | 15:50 - 19:00 ニュースevery日本海 | 中山紗希1                       |
| 2023.12.27 | 16:50 - 19:00 ニュースevery日本海 | 福谷貞夫1                       |
| 2023.12.28 | 17:53 - 19:00 ニュースevery日本海 | 小林沙貴1                       |
| 2023.12.29 | 17:53 - 19:00 ニュースevery日本海 | 中山紗希1                       |
| 2023.12.30 | 17:00 - 18:00 news every.サタデー | 岩本泰平                        |
| 2023.12.31 | （放送なし）2                     | （放送なし）2                   |
| 2024.1.1 | （放送なし）2                     | （放送なし）2                   |
| 2024.1.2 | 18:00 - 18:42 ニュースevery日本海 | （ローカル枠なし）              |
| 2024.1.3 | 17:30 - 18:00 ニュースevery日本海 | 左右田禎子                      |
| - 2023.12.25 - 2023.12.27は通常の平日版であるが、日本海テレビでは年末年始扱い。 - 2023.12.27は『全国の頂点へ 米子北サッカー部 決意の冬』（第102回全国高等学校サッカー選手権大会の特別番組）を15:50 - 16:20に、『淞南の価値=勝ち 一人一人の価値を高め勝ちを目指す』（同）を16:20 - 16:50にそれぞれ放送のため第1部を休止。 - 2023.12.28 - 2023.12.29は67分の短縮版（第3部のみ）として放送。 - 2023.12.30の『news every.サタデー』は60分版として放送。 - 2024.1.2は42分の短縮版として放送（当初は18:00 - 18:30の予定だったが、日本航空516便衝突炎上事故のニュースを伝えるため18:42まで延長され、ローカルニュースを中止した）。 - 2024.1.3は30分の短縮版として放送。 - 1 『ニュースevery日本海』を兼務。 - 2 『NNNニュース』を放送。 |                                   |                                 |

### ゴールデンウィーク
| 2024年 | 2024年               | 2024年      |
| 日付 | 番組タイトル         | キャスター  |
| --- | -------------------- | ----------- |
| 2024.4.27 | news every.サタデー  | 岩本泰平1   |
| 2024.4.28 | 真相報道 バンキシャ! | 福谷貞夫    |
| 2024.4.29 | ニュースevery日本海  | 中山紗希3   |
| 2024.4.30 | ニュースevery日本海  | 福谷貞夫    |
| 2024.5.1 | ニュースevery日本海  | 福谷貞夫    |
| 2024.5.2 | ニュースevery日本海  | 三浦康暉    |
| 2024.5.3 | ニュースevery日本海  | 中尾真亜理2 |
| 2024.5.4 | news every.サタデー  | 中尾真亜理2 |
| 2024.5.5 | 真相報道 バンキシャ! | 小林沙貴1   |
| 2024.5.6 | ニュースevery日本海  | 岩本泰平1   |
| - 1 同日の『NNNストレイトニュース』を兼務。 - 2 2024.5.4の『NNNストレイトニュース』を兼務。 - 3 2024.4.28の『ニュースevery日本海 衆院補選島根1区LIVE2024』、2024.5.6の『ZIP!』「NOW!ニッポン」を兼務。 |                      |             |

### お盆
| 2023年 | 2023年             | 2023年             | 2023年             | 2023年             | 2023年             | 2023年             | 2023年             | 2023年        | 2023年        | 2023年        | 2023年        |
| 日付 | 第1部              | 第1部              | 第1部              | 第2部              | 第2部              | 第2部              | 第3部              | 第3部         | 第3部         | 第3部         | 第3部         |
| 日付 | 15:50 - 16:50      | 15:50 - 16:50      | 15:50 - 16:50      | 16:50 - 17:53      | 16:50 - 17:53      | 16:50 - 17:53      | 17:53 - 18:15      | 18:15 - 19:00 | 18:15 - 19:00 | 18:15 - 19:00 | 18:15 - 19:00 |
| 日付 | キャスター         | 天気 予報          | リポーター         | キャスター         | 天気 予報          | リポーター         | リポーター         | キャスター    | キャスター    | 天気 予報     | リポーター    |
| 日付 | キャスター         | 天気 予報          | リポーター         | キャスター         | 天気 予報          | リポーター         | リポーター         | メイン        | サブ          | 天気 予報     | リポーター    |
| --- | ------------------ | ------------------ | ------------------ | ------------------ | ------------------ | ------------------ | ------------------ | ------------- | ------------- | ------------- | ------------- |
| 2023.8.10 | （ローカル枠なし） | （ローカル枠なし） | （ローカル枠なし） | （ローカル枠なし） | （ローカル枠なし） | （ローカル枠なし） | （ローカル枠なし） | 神岡遼        | 小林沙貴      | 小林沙貴      | （不在）      |
| 2023.8.11 | （ローカル枠なし） | （ローカル枠なし） | （ローカル枠なし） | （ローカル枠なし） | （ローカル枠なし） | （ローカル枠なし） | （ローカル枠なし） | 神岡遼        | 神岡遼        | 神岡遼        | （不在）      |
| 2023.8.12 | （放送なし）       | （放送なし）       | （放送なし）       | （放送なし）       | （放送なし）       | （放送なし）       | （放送なし）       | （放送なし）  | （放送なし）  | （放送なし）  | （放送なし）  |
| 2023.8.13 | （放送なし）       | （放送なし）       | （放送なし）       | （放送なし）       | （放送なし）       | （放送なし）       | （放送なし）       | （放送なし）  | （放送なし）  | （放送なし）  | （放送なし）  |
| 2023.8.14 | （放送なし）2      | （放送なし）2      | （放送なし）2      | （ローカル枠なし） | （ローカル枠なし） | （ローカル枠なし） | （ローカル枠なし） | 福谷貞夫      | 福谷貞夫      | 福谷貞夫      | 小林沙貴      |
| 2023.8.15 | 中山紗希3          | 中山紗希3          | （不在）           | 中山紗希3          | 中山紗希3          | 小林沙貴3          | 小林沙貴3          | 中尾真亜理3   | 中尾真亜理3   | 中尾真亜理3   | 小林沙貴3     |
| 2023.8.16 | （ローカル枠なし） | （ローカル枠なし） | （ローカル枠なし） | （ローカル枠なし） | （ローカル枠なし） | 中山紗希           | 中山紗希           | 福谷貞夫      | 福谷貞夫      | 福谷貞夫      | 中山紗希      |
| 2023.8.17 | （放送なし）4      | （放送なし）4      | （放送なし）4      | （ローカル枠なし） | （ローカル枠なし） | （ローカル枠なし） | （ローカル枠なし） | 小林沙貴      | 小林沙貴      | 小林沙貴      | （不在）      |
| 2023.8.18 | （ローカル枠なし） | （ローカル枠なし） | 藤井貴彦1・5       | （ローカル枠なし） | （ローカル枠なし） | 藤井貴彦1・5       | 藤井貴彦1・5       | 福谷貞夫      | 小林沙貴      | 小林沙貴      | 藤井貴彦1・5  |
| - 特記のない人物は、出演当時、日本海テレビアナウンサー。 - 1 出演当時、日本テレビアナウンサー。 - 2 2023.8.14は編成上の都合により月曜「おびバラ」枠（『人生の楽園』）を15:50 - 16:20に、『笑いで彩れ！鳥取しゃんしゃん祭生特番 笑祭2023 ～しんいち&ホテイソン～』（鳥取市民会館から生放送、鳥取しゃんしゃん祭の特別番組）を16:20 - 16:50にそれぞれ放送のため、臨時に第1部を◎（フルネット）から×（非ネット）に変更。 - 3 2023.8.15は台風7号の影響で鳥取県に線状降水帯が発生したため、臨時に第1部を◎（フルネット）から○（「くわしくッ・天気」を山陰地方の台風関連のニュースおよび天気に差し替え）に変更。気象庁は16時40分、鳥取県に大雨特別警報を発表したため、臨時に第2部を◎（フルネット）から△（「カルスポっ!」コーナー途中までネットし、「木原さんのお天気」以降は17:40頃の気象庁の記者会見および日本海テレビ本社前からの中継（日本テレビ側では「気になるミダシ」をいったん中断して中継）を日本テレビからネット受けし、その後（日本テレビ側における「気になるミダシ」再開後）は気象庁の記者会見の続きを日テレNEWS24からのネット受けに切り替え。）を除き山陰地方の台風関連のニュース・天気に差し替え）に変更。 - 4 2023.8.17は編成上の都合により金曜「おびバラ」枠（『ガンバレルーヤの週末移住バラエティ 冠ルーヤ』（再放送））を15:50 - 16:20に、『爆問×伯山の刺さルール!』を16:20 - 16:50にそれぞれ放送のため、臨時に第1部を◎（フルネット）から×（非ネット）に変更。なお、鳥取県東部・中部地域は台風7号により被災していたが、『news every.』第1部の臨時同時ネットは行わなかった（日本海テレビから第1部ネット局向けに台風7号関連のニュースの裏送りのみ実施。）。 - 5 2023.8.18は藤井貴彦（当時日本テレビアナウンサー）が現地リポートで被災地を取材し、鳥取砂丘（第1・3部、ローカル枠含む）、賀露みなと海水浴場（第2部）から生中継した。 |                    |                    |                    |                    |                    |                    |                    |               |               |               |               |

## 番組内容
- めばえ〜山陰の未来へ〜（第3部・木曜18:59頃）
2012年4月に始まった読売テレビが幹事局を務める企画ネット形式のコーナーで、生後1年以内の赤ちゃんをVTRで紹介する。
2020年度からは、日本国内で新型コロナウイルスへの感染が拡大していることを踏まえて、いったん中断していたが、2023年6月22日放送分から再開した。

## スタジオセット・テロップなどについて

### スタジオセット
- 番組ロゴは "news" の部分がカタカナになっており、"every" 以外は青色で構成されている。
- 2011年6月までは、スタジオバックは、青色が基本で両端に "NEWS NIHONKAI" の文字が書かれており、真ん中下にはロゴが入った楕円形の模型が置かれていた。ただし、このスタジオは本番組以外の定時・臨時ニュースのスタジオとしても使われていたため、アナウンサーの座り位置によってはこの模型が見切れてしまうことがあった。このデザインは、『Newsリアルタイム日本海』からの踏襲である。
- 2011年7月からは、青を基調にして太い円の中に "NIHONKAI TELEVION" と書かれているだけのシンプルに近いスタジオデザインに変わり、右側（メインキャスター席）後ろには放送日の日付を表示するプレートが貼られるようになった。なお、前デザインで定時・臨時ニュース放送時に見切れていたロゴが入った楕円形のデザインは撤収されている。2013年2月4日からは赤を基調とするものに変わった。

### オープニングCG
『news every.・第1部』『news every.サタデー』（2024年3月23日までは『news every.・第2部』『news every.サタデー』）のオープニングCGが使用されているが、「news every.」のロゴが映像に出現した直後に画面が切り替わり、「ニュースevery日本海」といった番組ロゴが形成される。
2024年3月25日からは、『news every.』のオープニングCGがリニューアルされ、第1部へ移動したが、この時点では、『ニュースevery日本海』のオープニングCGは従来のままであった。
2024年3月30日からは、『news every.サタデー』のリニューアルにあわせて、日本海テレビ独自のエンドタイトル（「news every.サタデー END」と表示）が日本海テレビ独自の青基調から『news every.サタデー』準拠のピンク基調のものにリニューアルされた（日本海テレビは「杉江さん 教えて天気!」をネットしないため、独自のエンドタイトルが表示される）。
2024年4月1日からは、『ニュースevery日本海』でも『news every.』準拠のオープニングCGにリニューアルされた。

### テロップ
「news every.」準拠のテロップが使用され、アニメーションもそのまま使用されているが、年末年始や、日本海テレビで「news every.サタデー」として放送している土曜日等の放送において「(日本海テレビのロゴ)日本海テレビニュース」とテロップ左に表記される日本海テレビ独自の青基調のテロップが使用される場合もある（本番組放送時点では「news every.サタデー」と「真相報道 バンキシャ!」のみで使用）。なお、『ニュースevery日本海』『news every.サタデー』とも記者・リポーターの氏名テロップは「(日本海テレビのロゴ)」（日本海テレビの場合）または「放送局名」（日本テレビ等、日本海テレビ以外のNNN各局の場合）とテロップ左に表記される日本海テレビ独自の青基調のテロップが使用される。また、2023年4月7日までは、第1部の16:00頃（2022年3月25日までは第2部の17:24頃）のお天気コーナーを差し替え、ローカルのニュースと天気を放送する時間帯に、時々「NNNストレイトニュース」のテロップを使用する場合があった（2023年4月10日から2024年3月29日までは『おびわんっ!』内の16:39頃（火曜のみ16:35頃）のニュースコーナーと16:44頃のワンポイント気象情報へ移行し、『おびわんっ!』専用のテロップが使用されていた。2024年3月29日をもっていったん廃枠となったが、『One』となった2024年7月1日からは第1部の15:57頃 - 16:03頃で再開）。
書体はUD角ゴ（フォントワークス。ニューロダン（2024年3月25日から日本テレビで使用）をベースに英数字のデザインを変更したもの）が使用されているが、記者・リポーターの氏名テロップに限り、UD丸ゴ（フォントワークス。スーラをベースにかな・英数字のデザインを変更したもの）が使用されている。
2024年3月25日からは、『news every.』のリニューアルにあわせて、『news every.』準拠のテロップ、アニメーションもリニューアルされた。また、氏名テロップは『news every.』のものより大きくなった。ただし、記者の氏名テロップは日本海テレビ独自の青基調のテロップのままである。さらに、2024年3月27日からは氏名テロップの色が『news every.』準拠の「白地にピンク」から「ピンク地に白」になった。
2024年3月30日からは、『news every.サタデー』もリニューアルされたが、こちらは「(日本海テレビのロゴ)日本海テレビニュース」とテロップ左に表記される日本海テレビ独自の青基調のテロップのままである。

### 天気予報
ぶっピィの登場が非常に多い。
2022年2月28日にデザインが一部リニューアルしたが、ぶっピィの登場は引き継がれた。2023年4月3日からはあらいぐもも登場している。
- 降水確率 - 2人が2本の傘のどちらを使おうか迷う。
- 気温 - ぶぅが持っている温度計の目盛りが上下。
- 花粉情報 - ぶぅが患っている花粉症。当然ながら飛散量が多いほどぶぅの花粉症は深刻で、「非常に多い」場合は症状でぶぅが泣き叫ぶ。
- 紫外線情報 - 「非常に強い」場合、2人がサングラスをかけている。

## 音楽
- トップニュース直後のBGMはライバル局である山陰中央テレビのアナログ放送停波クロージングと同じ音楽である。
- 途中CM入りのジングルが『news every.』のものと同一であったが、2011年7月以降変更されている。

## 備考
- 2011年3月11日の放送は、東日本大震災の関係で休止になった。
- 2011年12月21日には、水曜ドラマ『家政婦のミタ』最終話直前特別番組『さよなら｢家政婦のミタ｣特別版』を 21:00 - 21:57 に急遽放送することになり、前座の年末特番『中居正広の7番勝負!超一流アスリートVS芸能人どっちが勝つの?SP』を当初予定より1時間前倒しの18:00 - 20:54に放送することになったため、16:53開始となった。
- 2011年12月23日、『金曜スーパープライム・1000年後に残したい…報道映像2011』を18:45 - 20:54に放送したため、18:45までとなった。
- 2012年1月4日（短縮版ではあるが、新年初回）には第1部を休止の上、第2部のみ通常より1時間前倒しの16:53 - 18:00 （NNN枠は16:53 - 17:08）に放送したが、当局は箱根駅伝の特集をネットしたため、17:37頃にローカルニュースに切り替えた。
- 2017年1月24日は、豪雪により、鳥取県八頭郡智頭町から鳥取市にかけての国道373号・国道53号沿線では204台のスタック（移動不能・立ち往生）車両が多発し、大規模な交通障害が発生、中尾真亜理（日本海テレビアナウンサー）が乗車していた高速バスもスタックに巻き込まれ、急遽、スマートフォンを使って取材を続けた。また、澤田亜紀（当時日本海テレビ報道記者）[注 27]がスタックが続いている鳥取県鳥取市用瀬町から中継した。それらの映像が当日の『ヒルナンデス!』『情報ライブ ミヤネ屋』『news every.』『ニュースevery日本海』『NEWS ZERO』、翌日の『ZIP!』『スッキリ!!』『news every.』『ニュースevery日本海』で放送された[47][48][49][50][51][52][53]。
- 2021年12月24日は、『ニュースevery日本海 ふるさとこの一年2021』を16:50 - 19:00に放送のため、『news every.・第2部』のネットを臨時に休止した。なお、『ニュースevery日本海 ふるさとこの一年2021』は12月26日 1:25 - 3:05（12月25日深夜）にも再放送された。
- 2022年1月11日より、放送枠が1時間拡大し、15:50スタートとなり、『news every.・第1部』がネットされるようになった。
- 2022年6月24日は、中尾の担当番組である『ガンバレルーヤの週末移住バラエティ 冠ルーヤ』（第43話・2022年7月23日放送分）のロケ中に突然集中豪雨となり、急遽、中尾が現場の奥出雲葡萄園（島根県雲南市）からスマートフォンを使ってレポート映像を報道部に送り、その映像が当番組で放送された（小田原安理（日本海テレビ島根総局報道記者）が鳥取県米子市から中継した後、中尾が島根県雲南市から中継した。）[54]。なお、中尾は2022年8月1日に社内表彰され、報道制作局長賞を受賞した[55][56][57]。
- 2022年7月29日は、『こくみん共済coopカップ 第38回全山陰少年サッカー選手権大会』を15:50 - 16:45に放送のため、『news every.・第1部』のネットを臨時に休止した[58]。
- 2023年1月4日は、『THE突破ファイル 傑作選』（再放送）を16:05 - 16:50に放送のため、『news every.・第1部』（第101回全国高等学校サッカー選手権大会準々決勝開催日（日本テレビを中心とした民間放送43社共同制作。日本海テレビでは地元校敗退時は準々決勝までは放送しない。ただし、準決勝・決勝は地元校敗退時でも基本的に全局同時生放送（日テレ系列外局の一部は遅れネット）となる）のため16:05スタート）のネットを臨時に休止した。
- 2023年4月7日をもって、祝日編成の場合を除き『news every.・第1部』のネットを終了した。
- 2023年4月10日より、『おびわんっ!』（16:20 - 16:50）開始に伴い、放送枠が1時間縮小し、16:50スタート（『おびわんっ!』とステブレレスで接続）となった（15:50 - 16:20は「おびバラ」枠として曜日ごとに番組を編成[注 28]）。ただし、祝日編成の場合は『おびわんっ!』が休止となるため、臨時に放送枠が1時間拡大し、15:50スタートとなり、『news every.・第1部』がネットされる（この場合、「おびバラ」枠については、月曜 - 木曜は休止とし、金曜（『ガンバレルーヤの週末移住バラエティ 冠ルーヤ』（再放送））は放送日時が変更となる。）。
- 2023年のお盆期間中（8月10日 - 8月18日）は『おびわんっ!』が休止となり、『news every.・第1部』を臨時ネットした。ただし、8月14日・8月17日は編成上の都合により特別番組等を優先するため、『news every.・第1部』のネットを休止した。
  - 2023年8月14日（月曜）は、『笑いで彩れ！鳥取しゃんしゃん祭生特番 笑祭2023 ～しんいち&ホテイソン～』（鳥取市民会館（鳥取県鳥取市）から生放送、鳥取しゃんしゃん祭の特別番組）を16:20 - 16:50に放送のため、『news every.・第1部』のネットを休止した（15:50 - 16:20は月曜「おびバラ」枠（『人生の楽園』）を臨時に放送）[注 29][59][60][61][62][63][64]。
  - 2023年8月15日（火曜）は台風7号の影響で鳥取県に線状降水帯が発生したため、臨時に第1部の「くわしくッ･天気」を山陰地方の台風関連のニュースおよび天気に差し替えた。気象庁は16時40分、鳥取県に大雨特別警報を発表したため、第2部は「カルスポっ!」コーナー途中までネットし、「木原さんのお天気」以降は17:40頃の気象庁の記者会見および日本海テレビ本社前からの中継（日本テレビ側では「気になるミダシ」をいったん中断して中継）を日本テレビからネット受けし、その後（日本テレビ側における「気になるミダシ」再開後）は気象庁の記者会見の続きを日テレNEWS24からのネット受けに切り替え。）を除き山陰地方の台風関連のニュース・天気に差し替えた[注 30]。
  - 2023年8月17日（木曜）は、金曜「おびバラ」枠（『ガンバレルーヤの週末移住バラエティ 冠ルーヤ』#85（2023年8月5日放送分の再放送））を15:50 - 16:20に放送のため、『news every.・第1部』のネットを休止した（16:20 - 16:50は「おびバラ」枠ではない別番組（『爆問×伯山の刺さルール!』）で穴埋め）。なお、鳥取県東部・中部地域は台風7号により被災していたが、『news every.』第1部の臨時同時ネットは行わなかった（日本海テレビから『news every.・第1部』ネット局[注 24]向けの裏送りのみ実施）。
  - 2023年8月18日（金曜）は、藤井貴彦（当時日本テレビアナウンサー）が現地リポートで被災地を取材し[注 31]、鳥取砂丘（鳥取県鳥取市。第1・3部、ローカル枠含む）、賀露みなと海水浴場（鳥取県鳥取市。第2部）から生中継を行った[65][66][40][41]。藤井は2023年8月19日（土曜）の『スパイス!!』にもスペシャルゲストとして出演した[67]。
- 2023年9月29日は中尾真亜理（日本海テレビアナウンサー）がサブキャスター（小林沙貴の代役）兼「虎の穴PR大使」として出演し、番組の最後に日本海テレビ開局65周年記念番組『令和版 虎の穴 ～そこに飛び込む理由～』（9月30日 15:00 - 15:55、日本海テレビ制作、日テレ系28局ネット[注 32]。）[68][69][70][71][72][73][74][75][76][77][78]の番組宣伝、『1ちゃん!日本海テレビ』のYouTubeで『令和版 虎の穴 ～そこに飛び込む理由～』と『ガンバレルーヤの週末移住バラエティ 冠ルーヤ』#91（9月30日 16:25 - 16:55）の実況生配信（9月30日 14:30 - ）[79][80]の告知を行った[29][32][34]。『令和版 虎の穴 ～そこに飛び込む理由～』に出演するハライチ（岩井勇気・澤部佑）もVTR出演した。また、「読み解く」は岩本泰平が担当した。なお、同日の『おびわんっ!』でも「虎の穴PR大使」として出演した[30][31][33]。
- 2023年10月11日は鳥取県大山町の住宅で3人が死亡しているのが見つかったニュースを伝えるため、小林沙貴（日本海テレビアナウンサー）がサブキャスターと「読み解く」、中山紗希（日本海テレビアナウンサー）・前田俊博（日本海テレビ島根総局報道記者）が現場からの中継を担当した。なお、同日の『おびわんっ!』ではアシスタントの三浦康暉（日本海テレビアナウンサー）がニュースコーナーを兼務し、中山紗希が現場からの中継を担当した。
- 2023年11月10日は福谷貞夫（日本海テレビアナウンサー）がメインキャスター（神岡遼の代役）を担当した（翌日（11月11日）の「第102回全国高等学校サッカー選手権大会島根県大会決勝戦 立正大淞南 × 益田東」（11:55 - 13:50（最大延長30分）、島根県立浜山公園陸上競技場（島根県出雲市））の実況を神岡が担当するため）。また、中山紗希（日本海テレビアナウンサー）が「現役警察官が解説」（「読み解く」に準じたコーナーで現役警察官とともに解説）を担当した[35]。
- 2023年11月20日 - 11月24日の間は『おびわんっ!』が休止となり、11月20日 - 11月22日は『news every.・第1部』を臨時ネットした。ただし、11月23日は日本テレビで『news every.・第1部』自体が休止となり（『news every.・第2・3部』は通常通り）、11月24日は編成上の都合により『news every.・第1部』のネットを休止した。なお、この場合でも『news every.・第1部』の「くわしくッ・天気」（15:55頃）、「ワンポイント天気」（16:40頃）、『news every.・第2部』の「木原さんのお天気」（17:24頃）は差し替えなしでそのまま放送される[注 33]。
  - 2023年11月20日（月曜） - 11月22日（水曜）は祝日編成でないが、『news every.・第1部』を臨時ネットした。
    - 2023年11月20日・11月21日は神岡遼（日本海テレビアナウンサー）がメインキャスター（福谷貞夫の代役）を担当した。
    - 2023年11月22日は三浦康暉（日本海テレビアナウンサー）がメインキャスター（福谷貞夫の代役）、中山紗希（日本海テレビアナウンサー）がサブキャスター兼天気予報（町田朱理の代役）、小林沙貴（日本海テレビアナウンサー）が倉吉パークスクエア（鳥取県倉吉市）からの中継を担当した[24][22]。

  - 2023年11月23日（木曜）は祝日編成であるが、日本テレビで『news every.・第1部』が休止となるため（『news every.・第2・3部』は通常通り）、16:50スタートとなり、15:50 - 16:45は『買いトク探偵団』（日本テレビ制作。2023年11月18日放送分）、16:45 - 16:50は『もぎたて いっちゃんじょうほう』を放送した[注 25]。通常、祝日編成の場合はアナウンサー1名となるが、この日は小林沙貴・中山紗希の2名が担当した（天気予報は小林が担当）[21][22][23]。また、この日は日本テレビで『Oha!4 NEWS LIVE』が休止、『ZIP!』が6:30スタートとなったため、5:00 - 6:30は『サクマ&ピース シーズン3』#1 - #3（福島中央テレビ制作。2023年3月4日・3月11日・3月18日放送分）を放送した。
  - 2023年11月24日（金曜）は15:50 - 16:20は通常通り金曜「おびバラ」枠（『ガンバレルーヤの週末移住バラエティ 冠ルーヤ』#96（2023年11月18日放送分の再放送））、16:20 - 16:50は『サクマ&ピース シーズン3』#4（福島中央テレビ制作。2023年3月25日放送分）を放送した。また、小林沙貴（日本海テレビアナウンサー）がサブキャスター兼天気予報（町田朱理の代役）を担当した。
- 2023年12月4日・12月5日は中山紗希（日本海テレビアナウンサー）がサブキャスター兼天気予報（町田朱理の代役）を担当した。
- 2023年12月7日は福谷貞夫（日本海テレビアナウンサー）がメインキャスター（神岡遼の代役）を担当した。
- 2023年12月8日は三浦康暉（日本海テレビアナウンサー）がメインキャスター（神岡遼の代役）、中山紗希（日本海テレビアナウンサー）が砂の美術館からの中継を担当した。
- 2023年12月15日は中山紗希（日本海テレビアナウンサー）が「現役警察官が解説」（「読み解く」に準じたコーナーで現役警察官とともに解説）を担当した。
- 2023年12月19日は特集コーナーで『every.特集』（日本テレビ2023年12月12日放送分。青森放送・日本海テレビとの共同企画）を放送し、小田安珠（青森放送アナウンサー）が青森県黒石市の黒石やきそば・つゆ焼きそば、左右田禎子（日本海テレビアナウンサー）が鳥取県鳥取市のホルそば・カレーホルそばを紹介した[81]。
- 2024年1月4日は、第102回全国高等学校サッカー選手権大会準々決勝開催日（ただし日本海テレビでは地元校敗退時は準々決勝まで放送しない）のため16:05スタートとなった。
- 2024年1月4日・1月5日は、三浦康暉・神岡遼が高校サッカーのアナウンサーとして派遣されているため、福谷貞夫がメインキャスターを担当した。
- 2024年1月8日は、第102回全国高等学校サッカー選手権大会決勝開催日（日本テレビを中心とした民間放送43社共同制作であるため、地元校敗退時でも準決勝（1月6日）・決勝（1月8日）は基本的に全局同時生放送（日テレ系列外局の一部は遅れネット）となる）のため、中継の延長の有無に関わらず『news every.・第1部』を休止した。
- 2024年1月15日 - 1月23日は中山紗希がNNN取材団の記者として能登半島地震被災地の取材を担当したため、その間は月曜 - 水曜のサブキャスターが変更となった[82]。
  - 1月15日は神岡遼がサブキャスターを担当した。
  - 1月16日・1月17日・1月22日・1月23日は小林沙貴がサブキャスターを担当した。また、1月16日は「きょうコレ」の部分時差ネットを臨時に休止した。
  - 1月23日は小林沙貴が「現役警察官が解説」（「読み解く」に準じたコーナーで現役警察官とともに解説）を担当した。
- 2024年1月22日は小林沙貴（日本海テレビアナウンサー）・町田朱理（オフィス気象キャスター気象予報士）[注 22]が「読み解く」を担当した[83]。
- 2024年1月24日は岩本泰平（日本海テレビアナウンサー）が18:20頃に大雪警報が出ている鳥取駅から中継した。また、三好亜美（日本海テレビ報道記者）が丸山交差点（鳥取県鳥取市）を、高井和代（日本海テレビ島根総局報道記者）がジュンテンドー大庭店（島根県松江市）をそれぞれ取材した。なお、岩本は『NNNストレイトニュース』（ローカル枠、11:40頃）、『news every.・第1部』（日本テレビ、15:50頃、ローカルセールス枠のため、日本海テレビは非ネット（裏送りのみ））[84][85]、『おびわんっ!』（16:20頃）でも鳥取駅から中継し、三好は『NNNストレイトニュース』（ローカル枠、11:40頃）でも丸山交差点を取材した。
- 2024年1月25日は濱中裕一朗（日本海テレビ報道記者）が鳥取県庁前（鳥取県鳥取市）・白ネギ畑（鳥取県大山町・鳥取県米子市（AKIRA FARM））を、高井和代（日本海テレビ島根総局報道記者）がだいせんホワイトリゾート（鳥取県大山町）をそれぞれ取材した[注 34]。なお、濱中は『NNNストレイトニュース』（ローカル枠、11:40頃）でも鳥取県庁前を取材した。
- 2024年2月1日は能登半島地震からこの日で1か月が経過し、中山紗希（日本海テレビアナウンサー）が2024年1月15日 - 1月23日にNNN取材団の記者として能登半島地震被災地を取材した経験を伝え、中山が京都大学防災研究所（京都府宇治市）と鳥取市水道局（鳥取県鳥取市）を取材し、地殻変動からの地震の研究から見えた山陰地方の今後と水道管耐震化の現状を伝えた。また、『おびわんっ!』ゲストでもある六代目桂文吾の落語家人生を密着取材した。また、『news every.・第2部』（16:50 - 17:53）を臨時にNNN枠へ変更した（オープニング画面の右上に「NNN」の文字が入っていた）。この日のNNN枠は『news every.・第2・3部』（16:50 - 18:15）となった。ただし『news every.・第1部』（15:50 - 16:50）はローカルセールス枠のままであるためネット受けせず、通常通り『東野・岡村の旅猿 プライベートでごめんなさい…』（15:50 - 16:20。日本テレビ制作。2024年1月12日放送分）および『おびわんっ!』（16:20 - 16:50）を放送した。なお、同日の『おびわんっ!』では「話題のピックアップ」のコーナーで左右田禎子（日本海テレビアナウンサー）が能登半島地震発生から1か月となり、島根県内でも支援の輪が広がっている読売新聞島根版の記事を伝え、中山がニュースコーナーで、左右田がきょう『ニュースevery日本海』でそれぞれ『ニュースevery日本海』の告知を行った。
- 2024年2月5日から約1週間は岩本泰平がNNN取材団の記者として能登半島地震被災地の取材を担当していたため、その間は一部コーナーのキャスターが変更になった。
- 2024年2月13日は冒頭で伊藤裕介（日本海テレビ島根総局報道記者）が正午過ぎの松江城（島根県松江市）とその周辺を取材した[86]。なお、伊藤が取材したコーナーは『news every.・第1部』（日本テレビ、16:44頃、ローカルセールス枠のため、日本海テレビは非ネット）で先行して放送された（裏送り）[87][88]。
- 2024年2月14日は中山紗希が出張のため、小林沙貴がサブキャスターを担当した。また、中山が防災企画でホームプラザナフコ東鳥取店（鳥取県鳥取市）を取材した（事前に取材したもの）[89][90]。
- 2024年2月16日は「きょうコレ」の部分時差ネットを臨時に休止し、中尾真亜理（お嬢。日本海テレビアナウンサー）が出演している「オンガクお嬢FES.」「おびわんっ!マルシェ」（2024年2月17日・18日、米子コンベンションセンターBiG SHiP（鳥取県米子市））の告知VTRが放送された。なお、同日の『おびわんっ!』でも「中継 おじゃまします」で中尾が出演している「オンガクお嬢FES.」「おびわんっ!マルシェ」の告知VTRが放送され、倉本まりな・中尾が「おびわんっ!マルシェ」会場から中継し、渡世唱子（『おびわんっ!』火曜ゲスト。イベント仕掛け人・山陰三ッ星マーケット代表）も登場し、中尾が「おびわんっ!ラーメン」を試食した。
- 2024年2月28日は道の駅本庄（島根県松江市）などを取材し、フキノトウが例年より早く店頭に登場し、出荷している生産者が例年より早めに収穫していることなどを伝えた[91]。なお、フキノトウを収穫したコーナーは『news every.・第1部』（日本テレビ、16:43頃、ローカルセールス枠のため、日本海テレビは非ネット）で先行して放送された（裏送り。ただし『ニュースevery日本海』では道の駅本庄、生産者の順であるが、『news every.・第1部』では生産者、道の駅本庄の順と逆になっている。）[92]。
- 2024年3月1日は高井和代（日本海テレビ島根総局報道記者）がこの日行われた島根県立松江南高等学校（島根県松江市）の卒業式を[93]、小田原安理（日本海テレビ島根総局報道記者）がこの日オープンしたLPCベジタリアファーム（島根県安来市にある巨大イチゴ農園）を[94]、鳥取県庁での山本暁子（『おびわんっ!』水曜ゲスト、ITエンジニア・猟師）の鳥取県議会議員鳥取市選挙区補欠選挙（3月15日告示、3月24日投開票）への出馬会見（無所属（自由民主党推薦）での立候補を表明）[95]、岸本家住宅（鳥取県琴浦町）の「古民家でおひなまつり」などをそれぞれ取材した[96]。「きょうコレ」の部分時差ネットを臨時に休止した。なお、同日の『おびわんっ!』では「中継 おじゃまします」でai（モデル）が城下町とっとり交流館 髙砂屋（鳥取県鳥取市）から中継し、髙砂屋歳時「ひなまつり」を紹介した。
- 2024年3月4日は福谷貞夫（日本海テレビアナウンサー）がNHK総合・鳥取 『いろ★ドリ』（3月3日に日本海テレビとNHK総合・鳥取がともにテレビ放送開始65周年を迎えることによるもので、NHK総合・鳥取『いろ★ドリ』と日本海テレビ『スパイス!!』との共同企画）の「NHK鳥取×日本海テレビお宝映像対決！」へ出演するため、この日は神岡遼（日本海テレビアナウンサー）がメインキャスターを担当した[97][98][99]。また、中山紗希（日本海テレビアナウンサー）・町田朱理（オフィス気象キャスター気象予報士・防災士）[注 22]が「気象予報士が解説」（「読み解く」に準じたコーナーで気象予報士とともに解説）で雪崩のメカニズムを解説した[100][98]。高井和代（日本海テレビ島根総局報道記者）が3月3日に行われた「まんが王国とっとり 生誕102年 水木しげる生誕祭」（鳥取県境港市）を取材した[101][102]。また、エンディングでは初の試みとして神岡・中山・町田がフリートークを行った[98][99]。なお、同日の『おびわんっ!』は三浦康暉（日本海テレビアナウンサー）がアシスタントを担当した。
- 2024年3月7日は中山紗希（日本海テレビアナウンサー）がこの日行われた鳴り石の浜（鳥取県琴浦町）のサウナイベントを取材した[103][104]。
- 2024年3月8日は語呂合わせで「サバの日」となることから、前田俊博（日本海テレビ島根総局報道記者）が美酒佳肴ゆらく（鳥取県米子市）の「さばしゃぶ」を[105]、また、北村晏乃（日本海テレビ報道記者）がタシマボーリング地下海水井戸陸上養殖センター（鳥取県岩美町）で「お嬢サバ」「さばみちゃん」が（センター長を含めて）女性スタッフ（現在3名。今回は橋尾佳那（タシマボーリング地下海水井戸陸上養殖センタースタッフ）を取材[注 35][106][107][108][109]）によって飼育、出荷され（この日は国際女性デーでもある。）、海鮮祭ホーエンヤわったいな店（鳥取県鳥取市）で「お嬢サバ」のお造りをそれぞれ取材・試食した[110]。「きょうコレ」の部分時差ネットを臨時に休止した。
- 2024年3月18日・3月19日は小林沙貴（日本海テレビアナウンサー）がサブキャスターを担当した。
- 2024年3月19日は「町田朱理の明日がもっと明るくなる天気情報」で「マイ・タイムライン講習会」（2024年3月17日、米子コンベンションセンターBiG SHiP（鳥取県米子市）。講師はオフィス気象キャスター所属気象予報士・防災士3名（町田朱理（日本海テレビ『おびわんっ!』『ニュースevery日本海』に出演）・福田歩実（NHK総合・松江『しまねっとNEWS610』に出演）・岩谷忠幸（代表取締役社長））が開催されたことを紹介した[111][112]。
- 2024年3月20日（水曜）は祝日編成のため『おびわんっ!』が休止となるが、日本テレビで『news every.・第1部』が休止となるため（『news every.・第2・3部』は通常通り）、16:50スタートとなり、15:50 - 16:45は『買いトク探偵団』（日本テレビ制作。2024年3月10日放送分）、16:45 - 16:50は『もぎたて いっちゃんじょうほう』を放送した[注 25]。
- 2024年3月25日からは、『news every.』のリニューアルにあわせて、『news every.』準拠のテロップ、アニメーションもリニューアルされた。ただし、この時点ではオープニングCG、番組テーマ曲はリニューアル前のものをそのまま使用していた。
- 2024年3月25日は中山紗希（日本海テレビアナウンサー）と町田朱理（オフィス気象キャスター気象予報士・防災士）[注 22]が「町田朱理の明日がもっと明るくなる天気情報」で菜種梅雨（写真は定常菜都子（日本海テレビディレクター兼アナウンサー）が提供した）を紹介した。また、「きょうコレ」の部分時差ネットを臨時に休止した。なお、同日の『おびわんっ!』でも町田が「ワンポイント気象情報」で菜種梅雨（内容は『ニュースevery日本海』と同一）を紹介した。
- 2024年3月27日からは、氏名テロップの色が『news every.』準拠の「白地にピンク」から「ピンク地に白」になった。
- 2024年3月27日は中山が休暇のため、小林沙貴（日本海テレビアナウンサー）がサブキャスターを担当した。
- 2024年3月28日は、松江地方気象台の調査官が敷地内にあるソメイヨシノの標本木で11輪の花の開花を確認し、島根県松江市の桜の開花を発表したニュースを伝えた（『NNNストレイトニュース』（ローカル枠、11:40頃）[113]、『おびわんっ!』ニュースコーナー（16:39頃）でも放送されたほか、『news every.・第1部』「きょうの1日」（日本テレビ、16:43頃、ローカルセールス枠のため日本海テレビは非ネット）にも裏送りされた[114]）。また、「きょうコレ」の部分時差ネットを臨時に休止し、2024年3月17日にJR芸備線の志和口駅（広島市安佐北区）で「ネコ駅長・副駅長就任式」が行われたニュース（2024年3月20日に広島テレビ『テレビ派』で放送されたもの）を放送した[115]。
- 2024年3月29日は『DRAMATIC BASEBALL 2024「巨人×阪神 開幕戦」』（18:10 - 20:54（最大延長30分））編成のため、16:50 - 18:10に変更され（『news every.・第2部』を休止とし、『news every.・第3部』を16:50 - 18:10（NNN枠は16:50 - 17:15）に繰り上げ。この日に限り第2部の「5時コレ」「木原さんのお天気」「気になるミダシ」は第3部関東ローカル枠（17:15 - 18:10、日本海テレビは非ネット）に移動）、鳥取地方気象台の調査官が久松公園（鳥取県鳥取市）にあるソメイヨシノの標本木で5輪の花の開花を確認し、鳥取県鳥取市の桜の開花を発表したニュースなどを伝えた[116]。なお、『おびわんっ!』はこの日をもって最終回となり、「最終回 大集合!大騒ぎ1時間スペシャル」（15:50 - 16:50）を放送した。
- 2024年4月1日より、放送枠が再度1時間拡大し、15:50スタートとなり、『news every.・第1部』が再度ネットされた。オープニングCG、番組テーマ曲もリニューアル後の『news every.』準拠のものにリニューアルされた。また、『news every.・第1部』を15:50 - 16:45に、『news every.・第2部』を16:45 - 17:53にそれぞれ変更し、「きょうの1日」が第1部から第2部へ移動した。なお、以前と異なり、第1部の「くわしくッ･天気」「ワンポイント天気」および第2部の「木原さんのお天気」は全て差し替えなしでそのまま放送される。
- 2024年4月4日は「きょうコレ」の部分時差ネットを臨時に休止した。
- 2024年4月5日は能登半島地震被災地支援の一環として木原実（タレント、気象予報士）・市來玲奈（日本テレビアナウンサー）・佐野幸穂（テレビ金沢アナウンサー）が石川県輪島市の保育園などを訪問したため、日本テレビ側の天気予報は杉江勇次（ウェザーマップ気象予報士）が代役として出演した。このため、第2部の天気は「杉江さんのお天気」となった。中山紗希（日本海テレビアナウンサー）・町田朱理（オフィス気象キャスター気象予報士・防災士）[注 22]が久松公園（鳥取県鳥取市）から中継し、中山が満開となった桜を紹介し、「町田朱理の明日がもっと明るくなる天気情報」では町田が山陰地方の天気を伝えた[117][118][119][120]。また、「きょうコレ」の部分時差ネットを臨時に休止した。
- 2024年4月8日は町田朱理が休演したため「町田朱理の明日がもっと明るくなる天気情報」が「天気情報」に変更となった。
- 2024年4月11日は「きょうコレ」の部分時差ネットを臨時に休止した。
- 2024年4月12日は大阪・関西万博鳥取県魅力発信強化戦略会議がとりぎん文化会館（鳥取県鳥取市）で開催され、とっとリアル・パビリオン・エバンジェリスト（伝道師）の任命式で宇賀神真紀子（ANA客室乗務員 兼 日本海テレビ広報（na-naライター））が任命され、とっとリアル・パビリオンポータルサイトなどで情報発信を行うなどのニュースなどを伝えた[121][122][18][19][20]。
- 2024年4月18日は中山紗希（日本海テレビアナウンサー）が砂の美術館（鳥取県鳥取市）から中継した[123]。
- 2024年4月18日 - 4月23日は「きょうコレ」の部分時差ネットを臨時に休止した。
- 2024年4月19日から「読み解く」のうち毎月1回は鳥取県立中央病院の医師とともに解説するコーナーとなった。
- 2024年4月23日は「移住CAのはっけん!」で宇賀神真紀子（ANA客室乗務員 兼 日本海テレビ広報（na-naライター））が花工房あげたけ（鳥取県北栄町）を紹介した[124]。
- 2024年4月24日は小林沙貴（日本海テレビアナウンサー）がヤマタ鳥取砂丘ステイション（鳥取県鳥取市）でグランピングを体験し、岩本泰平（日本海テレビアナウンサー）が丸由百貨店屋上（鳥取県鳥取市）から「屋上ファミリーBEERガーデン」（2024年4月26日 - 10月31日）を紹介した[125][126]。
- 2024年4月26日は竹中直人（俳優）、川口覚（俳優）、エンドウレイ（一般社団法人ORIGIN代表）が特別ゲストとして出演した[127]。また、村尾莉采（日本海テレビアナウンサー・2024年入社）が記者としてデビューした（その後、2024年6月26日の『NNNストレイトニュース』でアナウンサーとしてデビューした。）[128]。
- 2024年4月28日は『ニュースevery日本海 衆院補選島根1区LIVE2024』を23:25 - 23:55に放送した（日テレNEWS24にも同時ネットされた）。神岡遼・中山紗希（いずれも日本海テレビアナウンサー）が担当し、今後与える国政への影響について、国会記者会館から森美華（日本テレビ政治部記者）が生出演し解説した[129][130][131]。なお、通常時、日曜 23:25 - 23:55（ローカルセールス枠）は『ダウンタウンのガキの使いやあらへんで!』（日本テレビ制作）を同時ネットしているが、この日に限り臨時遅れネット（2024年5月4日（土曜） 3:30 - 4:00（金曜深夜））となった[注 36]。
- 2024年4月29日・5月3日は日本テレビにおける一部の祝日にあたるため、『news every.・第1部』自体が休止となる（『news every.・第2・3部』は通常通り）。4月29日は自主編成番組（『月曜から夜ふかし』（日本テレビ2023年2月27日放送分の再放送[注 37]））を放送して穴埋めし、5月3日は日本テレビにおける『news every.・第1部』休止に伴う代替番組（『QUESTION!#みんなのギモン墓で道路が寸断!?&海外で働くって儲かるの?』）を同時ネットする。
- 2024年5月10日は中山紗希（日本海テレビアナウンサー）が鳥取砂丘（11:00頃）を取材した（『news every.・第2部』「きょうの1日」（日本テレビ、16:45頃、日本海テレビでも同時ネット）でも放送された）[132][133]。
- 2024年6月20日は中尾真亜理（日本海テレビアナウンサー）が取材に応じた。2023年10月、中尾アナらのSNSに友人から詐欺を疑わせるメッセージが届き、その後、アカウントが何者かに乗っ取られていたことが判明。2024年5月、中尾アナらのSNSに同じ手口のメッセージが届き、これもアカウントが何者かに乗っ取られていたことが判明、アカウントを乗っ取られた元所有者はアカウントを削除した[134][135]。

## 年末年始
- 2010年12月29日から2011年1月1日および同年1月3日には『NNNニュース』で代替放送。2010年12月29日と2011年1月1日には15:50、2010年12月30日には16:50、31日には15:55、2011年1月3日には16:55から10分 - 15分枠で対応されたが、ネット受けしなかった。
- 2011年12月28日から12月31日までは『NNNニュース』で、2012年1月2日から1月3日までは『NNNニュース&スポーツ』でそれぞれ代替放送を行い、日本テレビからのネット受けを実施した。
- 2021年度以降、毎年、原則12月の最終週の後半から1月3日までは年末年始は特別編成のため、通常の体裁での放送は休止するものの、当番組の短縮版が放送されている。この期間中、番組後半でローカルニュース（関東ローカルニュースの差し替え）を放送した後、再び全国の天気[注 38]から飛び乗り、エンディングまでネットされる。
- 2022年12月27日は、『全国制覇へ 米子北サッカー部 集大成の冬』（第101回全国高等学校サッカー選手権大会の特別番組）を15:50 - 16:20に、『夢の途中!黄色の稲妻 立正大淞南サッカー部19回目の全国へ』（同）を16:20 - 16:50にそれぞれ放送のため、『news every.・第1部』のネットを臨時に休止した。
- 2022年12月30日は、『鳥取市政の窓』を17:00 - 17:30に放送のため、『ニュースevery日本海』年末年始版を途中飛び乗りで17:30 - 18:00（NNN枠は17:30 - 17:56頃）に放送した。当局は17:57.30にローカルニュースに切り替え、17:59.30に全国の天気（『news every.サタデー』における「杉江さん 教えて天気!」（ただし当局ではこのコーナー非ネット）と同様、補足的に全国の天気を伝える部分から飛び乗り。）に切り替えた。これとは別に『ニュースevery日本海 ふるさとこの一年2022』を11:55 - 13:25に放送した。なお、『ニュースevery日本海 ふるさとこの一年2022』は12月31日 1:00 - 2:30（12月30日深夜）にも再放送された。
- 2023年12月25日 - 12月27日は、日本テレビでは通常の平日版ではあるが、日本海テレビでは年末年始扱いとなる。
- 2023年12月27日は、『全国の頂点へ 米子北サッカー部 決意の冬』（第102回全国高等学校サッカー選手権大会の特別番組）を15:50 - 16:20に、『淞南の価値=勝ち 一人一人の価値を高め勝ちを目指す』（同）を16:20 - 16:50にそれぞれ放送のため、『news every.・第1部』のネットを臨時に休止した。
- 2023年12月30日は『ニュースevery日本海 ふるさとこの一年2023』を11:55 - 13:25に、『news every.サタデー』を17:00 - 18:00（NNN枠は17:00 - 17:23.20。17:25.20 - 17:27.30にローカルニュース・天気を放送した後、再び全国の天気「杉江さん 教えて天気!」から飛び乗り。）にそれぞれ放送した。『news every.サタデー』では「#みんなのギモン」[注 39]など、通常ならば土曜日に放送されないコーナーや、「杉江さん 教えて天気!」[注 40]（17:27.30 - 17:28、17:56 - 17:58）など、通常ならば日本海テレビでは放送されないコーナーも交えながら放送された。なお、『ニュースevery日本海 ふるさとこの一年2023』は12月31日 1:00 - 2:30（12月30日深夜）にも再放送された。
- 2024年1月2日は18:00 - 18:30の予定だったが、日本航空516便衝突炎上事故のニュースを伝えるため、18:42まで延長され、ローカルニュースと全国の天気を中止した。